# Synagoga w Niepołomicach
Synagoga w Niepołomicach – synagoga, która znajdowała się w Niepołomicach przy dzisiejszej ulicy Bohaterów Getta.
Synagoga została zbudowana w XIX wieku. Podczas II wojny światowej, w 1941 roku hitlerowcy spalili synagogę. Po zakończeniu wojny nie została odbudowana.